# Pier Filippo Mazza
Pier Filippo Mazza (ur. 20 sierpnia 1988) – sanmaryński piłkarz występujący na pozycji pomocnika w Sant'Ermete Calcio oraz reprezentacji San Marino.

## Kariera klubowa
Karierę seniorską rozpoczynał we włoskim klubie Sant'Ermete Calcio, występującym wówczas na VIII poziomie rozgrywkowym. W lutym 2013 oraz 2014 roku - w przerwie rozgrywek ligi włoskiej - dwukrotnie grał w AC Juvenes/Dogana, zaliczając łącznie 3 spotkania w Campionato Sammarinese. Obecnie występuje w Sant'Ermete Calcio na poziomie Promozione Emilia-Romagna.

## Kariera reprezentacyjna
Pier Filippo Mazza występował w juniorskich i młodzieżowych reprezentacjach San Marino w kategoriach U-19 i U-21. 24 października 2005 roku zadebiutował w międzynarodowych rozgrywkach w przegranym 0:8 meczu przeciwko Austrii U-19. W latach 2007–2010 rozegrał 11 spotkań w kadrze do lat 21.
3 września 2010 roku zadebiutował w seniorskiej reprezentacji San Marino w przegranym 0:5 meczu z Holandią w ramach kwalifikacji EURO 2012.